# Opovo, Banatul de Sud
Opovo (maghiară Ópáva, germană Königsdorf, altă variantă în română Opava) este o localitate în Districtul Banatul de Sud, Voivodina, Serbia.

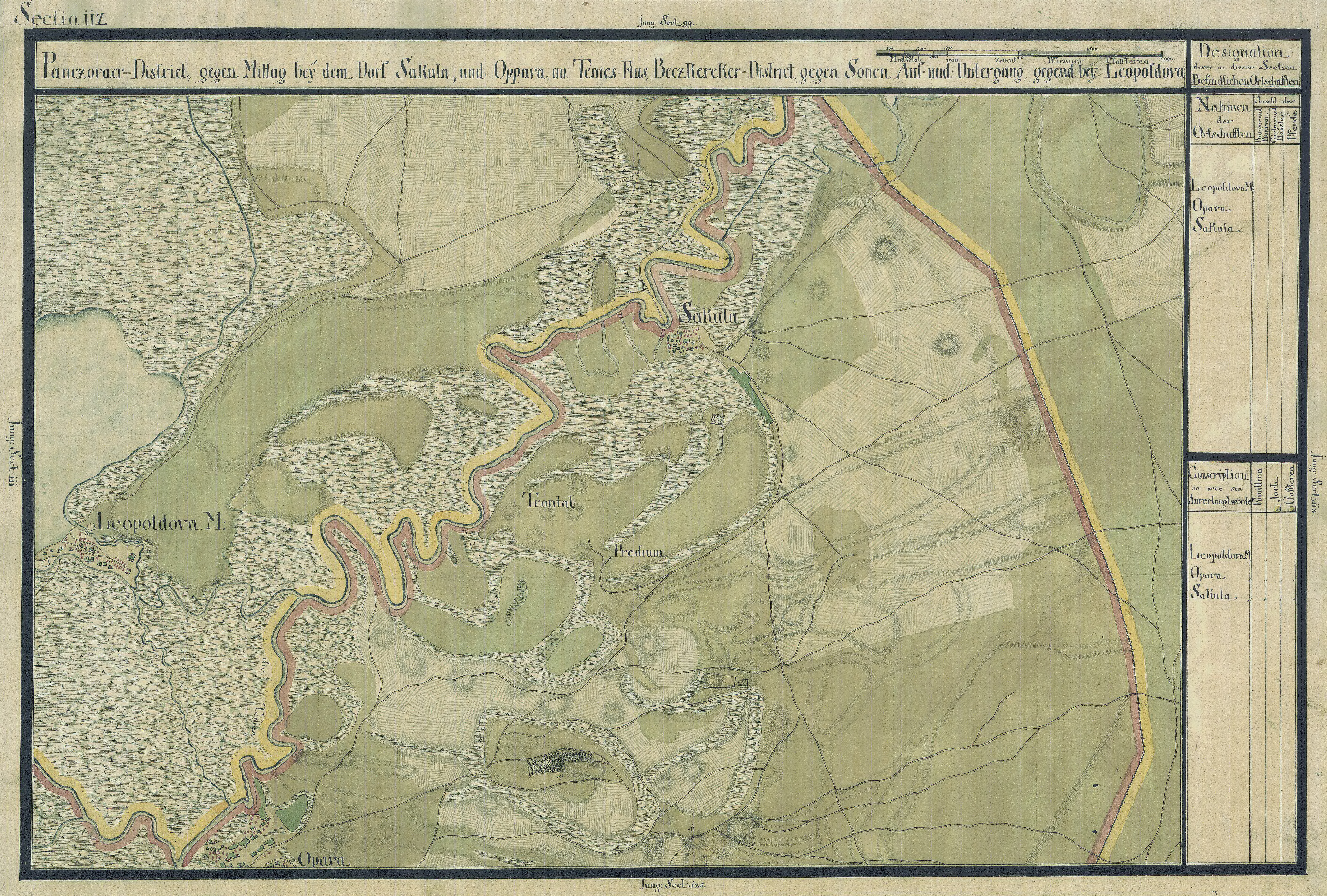
Opovo în Harta Iosefină a Banatului, 1769-72